# Ai (Jaluit)
Ai est une île de l'atoll de Jaluit, dans les Îles Marshall. Elle est située au sud-ouest de l'atoll et est habitée.